# Sisu R-141
Sisu R-серія — модельна серія 2–3-вісних вантажівок, виготовлених фінським виробником важких транспортних засобів Suomen Autoteollisuus (SAT) у 1970–1982 роках. Серія складається з 4×2-привідних Р-141 і Р-148, 6×2-привідних Р-142, 6×4-привідних Р-143 і Р-149, 4×4-привідних Р-144, 4×4+2 Р-145 з приводом 4+2 і Р-146 з приводом 6×6. Типовим застосуванням є лісовози, самоскиди та самоскиди для перевезень на далекі відстані, які тягнуть звичайні та напівпричепи.

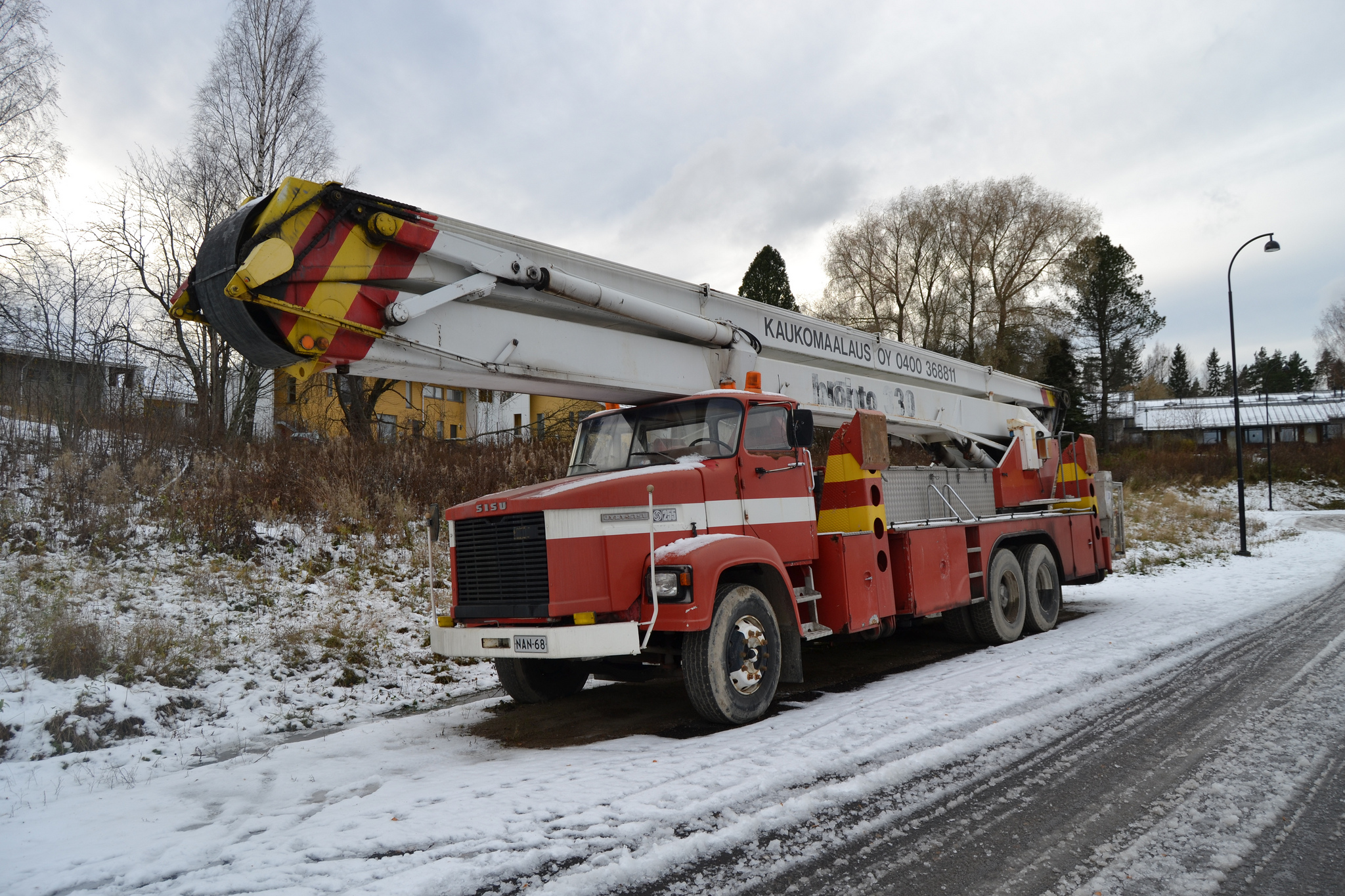
Sisu R-142BPT, колишня пожежна машина з підйомною платформою Bronto Skylift.

Попередниками серії були Sisu K-141...148. Серія R була замінена на представлену в 1982 році серію Sisu SR.

## Розвиток
R-серія належить до серії Jyry для важких умов виробника та базується на попередніх моделях. Подібно до попередньої серії, R-type стандартно оснащений цільним капотом, який можна нахиляти, виготовленим із армованого пластику. Використання пластику ще більше збільшується в різних частинах кабіни.
Раніше тандеми Sisu оснащувалися механізмом власної розробки, який піднімав крайню задню вісь. Рішення було не надто надійним і призвело до низки претензій щодо гарантії. Головний вітчизняний конкурент Vanajan Autotehdas розробив видатний підйомний тандемний механізм. SAT взяла на себе виробника, коли тривала робота над проектуванням R-серії, і перейняла механізм для Sisus. Підйомний тандем типу Vanaja, який використовувався у варіанті R-142 6×2, був найважливішою новинкою в серії R.

## Виробництво
Серія R була офіційно представлена в 1970 році разом із серією M з переднім керуванням. Спочатку лінійка включала Р-141 і Р-148 з приводом 4×2, Р-142 з компонуванням 6×2 і Р-149 6×4. R-145 з приводом 4×4+2 був випущений у 1971 році, R-143 6×4 у 1972 році, R-144 4×4 у 1976 році та R-146 у 1978 році. Р-148 4×2 і Р-149 6×4 відрізняються від аналогічних за компонуванням моделей Р-141 4×2 і Р-143 6×4 розташуванням двигуна і кабіни; перші згадані моделі мають короткий звис, в інших силовий агрегат висувається більше вперед, створюючи довгий звис, щоб оптимізувати розподіл навантаження між осями.
Застосування включає напівпричепи, землерийні машини, лісозаготівельні машини, бортові самоскиди та автоцистерни. Bronto Skylift використовувало шасі R-142 для своїх 32-метрових підйомних платформ. Р-143 з повною повною приводом був орієнтований на погані умови місцевості та закриті будівельні майданчики без обмежень по вазі; R-145 з приводом 4×4+2 був призначений, зокрема, для лісозаготівлі на дорозі та поза нею. Випущений у 1978 році R-146 6×6 був призначений для перевезення важких бортових причепів і був виготовлений шляхом поєднання існуючих компонентів цієї серії.
Деякі одиниці були експортовані: колумбійська транспортна компанія FSM & CIA купила п'ять R-142 для перевезення напівпричепів з бітумними цистернами.

## Технічні дані

### Двигун
Спочатку пропонувалися два варіанти шестициліндрового рядного дизеля Leyland: безнаддувний O.680 і його більш потужна версія з турбонаддувом O.690. Третім варіантом був горезвісний Leyland O.801 V8, який використовувався на деяких моделях R-141 і R-142, але залишався незвичайним і незабаром був вилучений з вибору. Rolls-Royce Eagle 265 Mk I доступний як четверта опція; той самий тип вже використовувався на попередніх моделях, а також на R-серії.[8]
14-літровий 6-циліндровий двигун Cuммins NTE-370 серії був представлений у R-моделях у 1980 році, через два роки після того, як він увійшов в експлуатацію в M-type.[9] Представлений у 1981 році R-142BEV має варіант потужністю 405 кінських сил, і це була найпотужніша вантажівка, вироблена в Північній Європі на той час.

#### Дані двигуна
| Розширення назви моделі | BP                          | BPT                         | BY                          | BST                         | CST                         | CZT                         | DST                         | CEV                         | DET                         | BEV                         |
| ----------------------- | --------------------------- | --------------------------- | --------------------------- | --------------------------- | --------------------------- | --------------------------- | --------------------------- | --------------------------- | --------------------------- | --------------------------- |
| Марка і модель          | Leyland O.680               | Leyland O.690 турбо         | Leyland O.801 V8            | RR Eagle 265 Mk I           | RR Eagle 305 Mk II          | RR Eagle 320 Mk III         | RR Eagle 265 Mk III         | Cummins NTE 370             | Cummins NTE 290             | Cummins NTE 400             |
| Введено                 | 1970                        | 1970                        | 1970                        | 1970                        | 1973                        | 1976                        | 1977                        | 1980                        | 1980                        | 1981                        |
| Макс. вихід             | 156.6 kW (213 PS; 210 л.с.) | 197.7 kW (269 PS; 265 л.с.) | 220.1 kW (299 PS; 295 л.с.) | 208.9 kW (284 PS; 280 л.с.) | 246.2 kW (335 PS; 330 л.с.) | 235.0 kW (320 PS; 315 л.с.) | 202.0 kW (275 PS; 271 л.с.) | 279.8 kW (380 PS; 375 л.с.) | 216.3 kW (294 PS; 290 л.с.) | 302.1 kW (411 PS; 405 л.с.) |

### Трансмісія і шасі

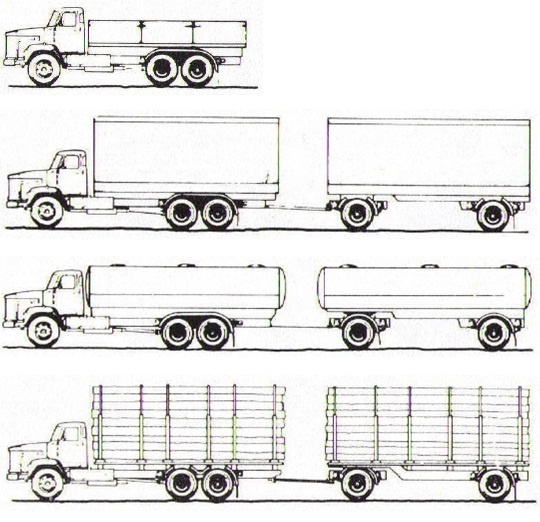
Деякі з застосувань Sisu R-142 6×2.

Потужність двигуна передається на коробку передач через зчеплення, яке є сухим одно- чи дводисковим, або муфту турбіни. Був доступний ряд варіантів коробки передач. 13-швидкісна Fuller RTO91513 підходить для шосе, а 14-швидкісна Fuller RTO9508LLB призначена для використання на бездоріжжі та бездоріжжі. Обидві трансмісії забезпечують максимальну швидкість 102–107 км/год, але остання опція має на 35% вище передавальне число з найменшою передачею порівняно з першим варіантом. Також була доступна шестиступінчаста синхронізована коробка передач. Вал відбору потужності є стандартною функцією кожної коробки передач.
Варіанти веденого заднього моста складалися з одинарного та подвійного редуктора. Моделі з одним редуктором оснащені вбудованим двоступеневим редуктором. Такими моделями є типи БТР і БТК. Подвійні редуктори з планетарними передачами в маточинах з’явилися в асортименті в 1971 році. Такими моделями є BTO, BTY і BTE. BTY оснащений трьома, BTE - п'ятьма планетарними передачами.
Робоча гальмівна система пневматична двоконтурна.
Каркас - U-профіль, пресований зі сталі товщиною 8 мм, з висотою профілю 250 мм і шириною 90 мм. І передні, і задні листові ресори мають довжину 1500 мм; передні ресори складаються з 11 листів, задні ресори мають по 16.

### Кабіна
Тримісна, повністю сталева кабіна має тепло- та звукоізольацію, а салон повністю оббитий. Лобове скло, що складається з двох частин, вигнуте та виготовлене з ламінованого скла. Сидіння водія регулюється по вертикалі і горизонталі, воно підресорене і амортизоване. Вентилятор обігрівача є двошвидкісним, а форсунки розташовані на лобовому склі, у просторі для ніг і на обох кінцях панелі приладів. Склоочисники мають окремі двигуни.
Останні звичайні вантажівки Vanaja, вироблені, мали кабіну Sisu R-серії.

### Розміри та вага
Сучасне фінське законодавство дозволяло загальну вагу 16 тонн для двовісних варіантів. Тривісні моделі дозволялося завантажувати загальною вагою до 22 тонн.
Розміри та вага деяких варіантів наведено в таблиці нижче. Виробник дозволив наддовгу платформу з обмеженою загальною вагою; ці значення показано курсивом. Структурні загальні ваги відрізнялися від номінальних; наприклад, R-142 було дозволено навантажувати до 26 тонн загальної ваги в умовах бездоріжжя.
| Модель         | Макет | Колісна база        | Споряджена маса | Дозволене навантаження | Макс. вага брутто  | Макс. довжина платформи |
| -------------- | ----- | ------------------- | --------------- | ---------------------- | ------------------ | ----------------------- |
| R-141BPT       | 4×2   | 4,350 мм            | 5,810 кг        | 10,190 кг              | 14,500 – 16,000 кг | 4,390 – 5,720 мм        |
| R-141BPT       | 4×2   | 4,650 мм            | 5,830 кг        | 10,170 кг              | 14,500 – 16,000 кг | 4,830 – 6,220 мм        |
| R-141BPT       | 4×2   | 5,950 мм            | 6,110 кг        | 9,890 кг               | 15,100 – 16,000 кг | 7,120 – 8,100 мм        |
| R-141DST       | 4×2   | 4,350 мм            | 6,200 кг        | 9,800 кг               | 14,000 – 16,000 кг | 4,700 – 5,800 мм        |
| R-141DST       | 4×2   | 4,650 мм            | 6,330 кг        | 9,670 кг               | 14,900 – 16,000 кг | 5,300 – 6,400 мм        |
| R-141DST       | 4×2   | 5,950 мм            | 6,510 кг        | 9,490 кг               | 15,400 – 16,000 кг | 7,650 – 8,400 мм        |
| R-141DET       | 4×2   | 4,350 мм            | 6,400 кг        | 9,600 кг               | 14,900 – 16,000 кг | 4,800 – 5,800 мм        |
| R-141DET       | 4×2   | 4,650 мм            | 6,530 кг        | 9,470 кг               | 15,000 – 16,000 кг | 5,400 – 6,400 мм        |
| R-141DET       | 4×2   | 5,950 мм            | 6,610 кг        | 9,390 кг               | 15,500 – 16,000 кг | 7,800 – 8,400 мм        |
| R-142BPT       | 6×2   | 3,800 мм + 1,200 мм | 7,230 кг        | 14,770 кг              | 20,600 – 22,000 кг | 4,980 – 5,810 мм        |
| R-142BPT       | 6×2   | 4,050 мм + 1,200 мм | 7,270 кг        | 14,730 кг              | 20,850 – 22,000 кг | 5,500 – 6,220 мм        |
| R-142BPT       | 6×2   | 4,650 мм + 1,200 мм | 7,300 кг        | 14,700 кг              | 21,050 – 22,000 кг | 6,550 – 7,210 мм        |
| R-142BPT       | 6×2   | 5,050 мм + 1,200 мм | 7,470 кг        | 14,530 кг              | 21,350 – 22,000 кг | 7,330 – 7,800 мм        |
| R-142CST       | 6×2   | 3,800 мм + 1,200 мм | 7,580 кг        | 14,420 кг              | 21,000 – 22,000 кг | 5,180 – 5,810 мм        |
| R-142CST       | 6×2   | 4,050 мм + 1,200 мм | 7,640 кг        | 14,360 кг              | 21,200 – 22,000 кг | 5,690 – 6,220 мм        |
| R-142CST       | 6×2   | 4,650 мм + 1,200 мм | 7,700 кг        | 14,300 кг              | 21,800 – 22,000 кг | 7,030 – 7,210 мм        |
| R-142CST       | 6×2   | 5,050 мм + 1,200 мм | 7,820 кг        | 14,200 кг              | 21,800 – 22,000 кг | 7,610 – 7,800 мм        |
| R-142CEV і DET | 6×2   | 3,800 мм + 1,200 мм | 7,770 кг        | 14,230 кг              | 21,100 – 22,000 кг | 5,300 – 5,900 мм        |
| R-142CEV і DET | 6×2   | 4,200 мм + 1,200 мм | 7,820 кг        | 14,180 кг              | 21,100 – 22,000 кг | 6,050 – 6,700 мм        |
| R-142CEV і DET | 6×2   | 4,650 мм + 1,200 мм | 7,960 кг        | 14,040 кг              | 21,300 – 22,000 кг | 6,950 – 7,480 мм        |
| R-142CEV і DET | 6×2   | 5,050 мм + 1,200 мм | 8,040 кг        | 13,960 кг              | 21,600 – 22,000 кг | 7,800 – 8,100 мм        |
| R-142CZT і DST | 6×2   | 3,800 мм + 1,370 мм | 7,570 кг        | 14,430 кг              | 21,000 – 22,000 кг | 5,150 – 5,810 мм        |
| R-142CZT і DST | 6×2   | 4,050 мм + 1,200 мм | 7,620 кг        | 14,380 кг              | 21,200 – 22,000 кг | 5,650 – 6,370 мм        |
| R-142CZT і DST | 6×2   | 4,650 мм + 1,200 мм | 7,760 кг        | 14,240 кг              | 21,400 – 22,000 кг | 7,000 – 7,480 мм        |
| R-142CZT і DST | 6×2   | 5,050 мм + 1,200 мм | 7,840 кг        | 14,160 кг              | 21,400 – 22,000 кг | 7,600 – 8,100 мм        |
| R-143CST       | 6×4   | 3,800 мм + 1,370 мм | 8,370 кг        | 13,630 кг              | 21,300 – 22,000 кг | 5,470 – 5,950 мм        |
| R-143CZT       | 6×4   | 3,800 мм + 1,370 мм | 8,370 кг        | 13,630 кг              | 21,000 – 22,000 кг | 5,450 – 6,070 мм        |
| R-143CZT       | 6×4   | 4,800 мм + 1,370 мм | 8,370 кг        | 13,630 кг              | 21,300 – 22,000 кг | 7,250 – 7,880 мм        |
| R-149BPT       | 6×4   | 3,800 мм + 1,270 мм | 7,120 кг        | 14,880 кг              | 21,000 – 22,000 кг | 5,240 – 5,870 мм        |
| R-149BPT       | 6×4   | 4,800 мм + 1,270 мм | 7,330 кг        | 14,670 кг              | 21,500 – 22,000 кг | 7,150 – 7,120 мм        |

## Зовнішні посилання
- Вікісховище має мультимедійні дані за темою: Sisu R-142| Автомобіль | Це незавершена стаття про вантажні автомобілі. Ви можете допомогти проєкту, виправивши або дописавши її. |